# Ружди Ружди
Ружди Ружди е български лекоатлет, параолимпиец.
Състезава се в дисциплините хвърляне на копие, мятане на диск и тласкане на гюле. Представител на България на параолимпийските игрите в Рио де Жанейро през 2016 година, където печели златен медал на тласкане на гюле и подобрява световния рекорд.
На параолимпийските игри в Париж през 2024 дублира златния си олимпийски медал.

## Биография
Ружди Ружди е роден на 14 април 1991 в Глоджево, България. На 17-годишна възраст катастрофира тежко, в резултат на което има счупен гръбначен прешлен и парализа. По време на рехабилитацията си в Павел баня Ружди се запознава с Даниела Тодорова и нейния брат и треньор Радослав Тодоров, които го откриват за спорта.
През октомври 2015 г. Ружди Ружди печели златен медал на Световното първенство по лека атлетика за спортисти с увреждания в Доха, Катар. В дисциплината тласкане на гюле, категория F55, той печели първото място с резултат от 11,81 метра, което е нов шампионатен рекорд.
През юни 2016 г. на Европейското състезание за хора с увреждания в Гросето (Италия) Ружди печели златен медал на хвърляне на диск в категория F56 с резултат от 39,33 метра, което е на 9 см от световния рекорд, който принадлежи на друг български параолимпиец Мустафа Юсеинов, който на същото състезание печели бронзовия медал с хвърляне от 37,24 метра. На същото състезание, Ружди печели втора европейска титла с резултата си в тласкането на гюле от 12,04 метра, с което подобрява дотогавашния световен рекорд на чеха Мартин Немец от 11,85 метра.
На Параолимпийските игри в Рио Ружди печели за България златен медал в тласкането на гюле в категория F55, подобрявайки собствения си световен рекорд от Гросето с резултат от 12,33 метра. Ружди записва този резултат още при първото си излизане в сектора, като в още три от опитите си изтласква гюлето по-далеч от предишния си световен рекорд, съответно 12,22 м, 12,19 м и 12,12 м. В мятането на диск в клас F54/55/56 Ружди завършва на шесто място в класирането с резултат 38,04 метра.